# Jerzy Kumaniecki

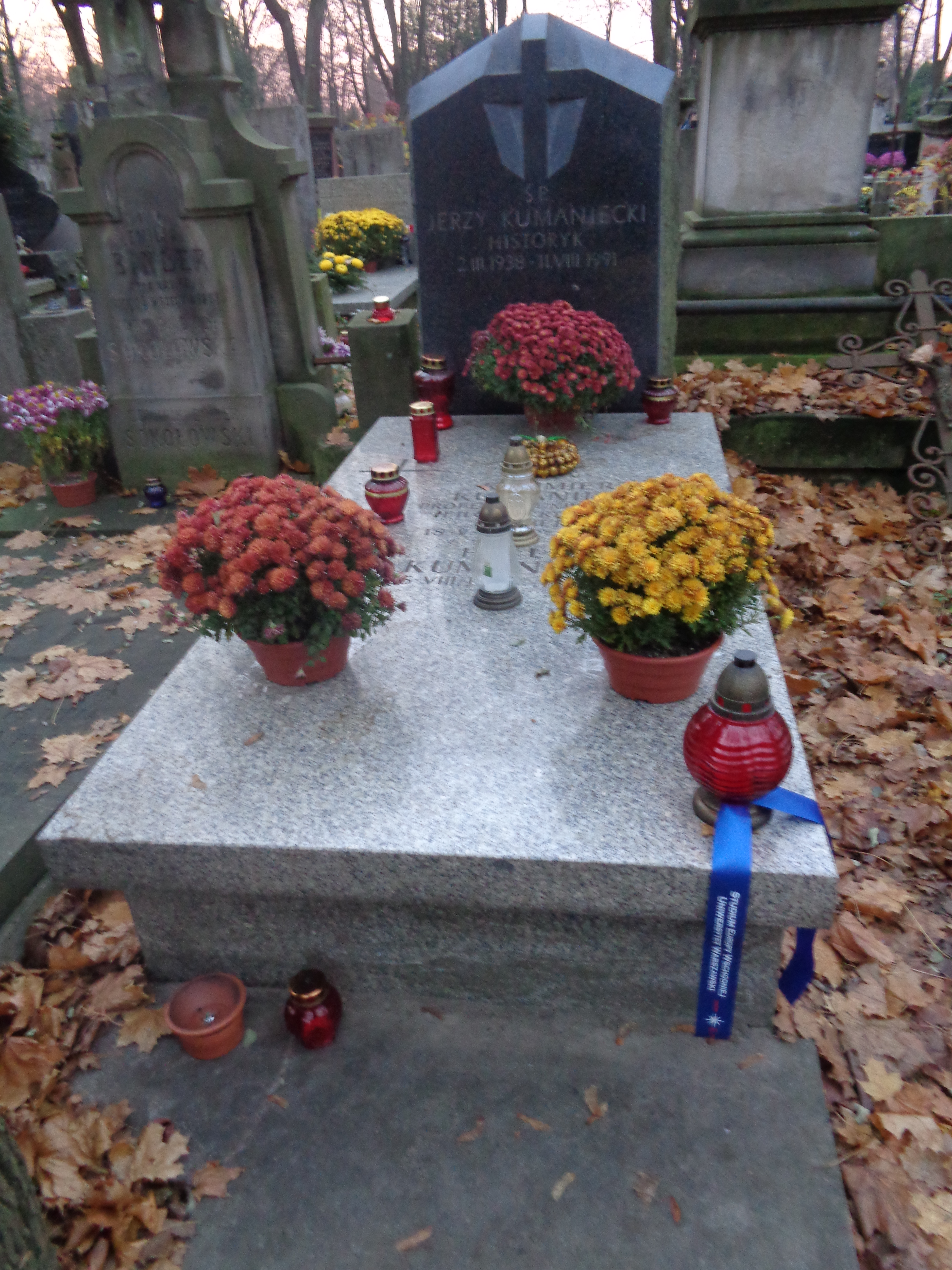
Grób Jerzego Kumanieckiego na cmentarzu Powązkowskim

Jerzy Kumaniecki (ur. 2 marca 1938 w Warszawie, zm. 11 sierpnia 1991 w Wiedniu) – polski historyk dziejów najnowszych.

## Życiorys
Był synem Kazimierza Feliksa Kumanieckiego. Absolwent historii Uniwersytetu Warszawskiego. Stopień naukowy doktora uzyskał w Instytucie Historii PAN. Stopień doktora habilitowanego w tej samej placówce. Współtwórca (1981) społecznego komitetu Uczczenia Pamięci Generała Grota-Roweckiego i Armii Krajowej. Zajmował się stosunkami polsko-radzieckimi w okresie międzywojennym. Jego prace odbiegają od schematycznego przedstawienia tych problemów w historiografii PRL. Został pochowany na cmentarzu Powązkowskim w kwaterze 77, rząd 1, miejsce 9. 

## Wybrane publikacje
- Po traktacie ryskim: stosunki polsko-radzieckie 1921-1923, Warszawa: "Książka i Wiedza" 1971.
- Pokój polsko-radziecki 1921: geneza, rokowania, traktat, komisje mieszane, Warszawa: Instytut Krajów Socjalistycznych Polskiej Akademii Nauk - Biblioteka Narodowa 1985.
- Stosunki Rzeczypospolitej Polskiej z państwem radzieckim 1918-1943 : wybór dokumentów, oprac. i wybór Jerzy Kumaniecki, Warszawa: Państwowe Wydawnictwo Naukowe 1991.
- Tajny raport Wojkowa czyli Radziecka taktyka zwrotu polskiego mienia gospodarczego i kulturalnego po pokoju ryskim; Piotr Wojkow, 1921-1923 - dwa lata prac delegacji rosyjsko-ukraińskiej, rosyjsko-ukraińsko-polskich Komisji Mieszanych Reewakuacyjnej i Specjalnej nad wykonaniem Ryskiego Traktatu Pokojowego: sprawozdanie, tł. dokumentu z ros. Aleksander Achmatowicz, Warszawa: "Gryf" 1991 (wcześniej wydania w obiegu niezależnym).